# Manga alternatiu
El manga alternatiu són còmics japonesos que no es publiquen a les principals revistes de manga i no s'ajusten als estils i gèneres típics del mitjà. El terme manga underground descriu quelcom similar, però, com els còmics underground americans i còmics alternatius similars, es diferencia deliberadament de les ofertes comercials. Les obres estan dirigides gairebé exclusivament a adults. El manga alternatiu també pot ser aquell que apareix en revistes comercials petites o que es desvia deliberadament d'estils o estructures narratives comunes. Els productes de fans com ara els dōjinshi també es coneixen de vegades com a manga alternatiu. Algunes obres alternatives tenen un èxit inesperat, es converteixen en pel·lícules i es tradueixen, de manera que la distinció no és sempre clara. Un primer exemple van ser les obres de la postguerra distribuïdes a través de biblioteques públiques. Aquest mercat era relativament gran però estava dirigit a un públic adult i donava als autors una gran llibertat artística. Les biblioteques van ser seguides pel moviment gekiga de la dècada del 1960, que tenia un contingut similar. El 1964, Katsuichi Nagai va fundar Garo, la revista més important de manga alternatiu; una altra va ser COM, fundada per Osamu Tezuka. Els artistes alternatius d'aquest període van tenir una gran influència en els relats de les principals revistes comercials, en les quals es va desenvolupar el gènere del seinen, dirigit a homes joves. Això incloïa gran part del moviment gekiga. A partir de mitjans de la dècada del 1970, es van publicar significativament menys obres alternatives. Des de la dècada del 1980, les obres d'artistes com Katsuhiro Otomo i Jirō Taniguchi, que es van inspirar en els còmics occidentals, s'han considerat manga alternatiu. A principis dels anys 2000, això va donar lloc al moviment nouvelle manga fundat per Frédéric Boilet, que cridava a l'intercanvi mutu i l'experimentació. Entre els implicats hi havia Kan Takahama i Kiriko Nananan. La successora de Garo, que va deixar de publicar-se el 1998, és la revista Ax. Revistes similars centrades en el manga alternatiu o underground són Comic Beam, Ikki i Comic Faust.